# Hololepida oculata
Hololepida oculata är en ringmaskart som beskrevs av Hartman 1967. Hololepida oculata ingår i släktet Hololepida och familjen Polynoidae. Inga underarter finns listade i Catalogue of Life.